# 李毅章
李毅章（1918年—1981年），中华人民共和国男性政治人物，河南偃师人。

## 生平
1960年至1963年间任中共新余市委第一书记:76。1973年至1977年出任中共萍乡市委书记:723，後转任江西省革命委员会副主任，江西省人大常委会副主任:192，第五届全国人大代表。